# Larry Shue
Larry Shue (23. července 1946 New Orleans – 23. září 1985 Shenandoah Valley) byl americký dramatik.
Vyrůstal v Kansasu a v Chicagu. Po absolvování Illinois Wesleyan University v roce 1968 sloužil v americké armádě během války ve Vietnamu. Jeho nejznámější divadelní hry jsou Pitomec (The Nerd) z roku 1981 a Cizinec (The Foreigner) z roku 1983. Hru Cizinec v České republice nastudovalo divadlo Divadlo ABC.
Zemřel v roce 1985 při letecké nehodě.